# Frederico Gil
Frederico Gil (* 24. März 1985 in Lissabon) ist ein portugiesischer Tennisspieler.

## Leben und Karriere
Nachdem Gil seine Juniorenlaufbahn mit dem Erreichen des Viertelfinales der Orange Bowl „beendete“", spielte er zwischen 2003 und 2007 hauptsächlich Future Turniere. 2005 stellten sich die ersten Erfolge ein mit Siegen in Faro, Lagos und Caracas. Im nächsten Jahr spielte er nach zwei weiteren Future-Titeln auch Challengerturniere und konnte in Sassuolo ein Turnier dieser Kategorie gewinnen. Am Ende des Jahres war Gil unter den besten 200 Tennisspielern der Weltrangliste zu finden (155) und somit bester Portugiese. 2007 schaffte er dann die erstmalige Qualifikation für ein ATP Turnier (in Casablanca). Eine Woche später überstand er in seinem Heimatland in Estoril die erste Runde gegen den damaligen Top-100-Spieler Rubén Ramírez Hidalgo, schied dann aber gegen Richard Gasquet aus. Zum Ende des Jahres konnte er noch das Challenger-Turnier in Sevilla gewinnen.
2008 schaffte er es in Estoril in ein ATP-Viertelfinale einzuziehen und konnte zudem noch zwei Challengerturniere gewinnen. Diese Erfolge verhalfen ihm kurzfristig in die Top 100. Er war der erste Portugiese seit Nuno Marques 1995, der das schaffte.
2009 wurde Gils bislang erfolgreichste Jahr. Zu Saisonbeginn schaffte er es in Johannesburg und Costa do Sauípe ins Halbfinale. Nach einigen weiteren Erfolgen befand sich auf Platz 66 der Welt wieder, dies ist die höchste Platzierung die jemals ein Portugiese seit Einführung der ATP-Weltrangliste 1973 erreicht hat. Doch Gil konnte seine Form nicht halten und fiel sogar kurzfristig wieder aus den Top 100 heraus, erst der Erfolg beim Challenger in Neapel brachte ihn zurück auf die Erfolgsspur.
Das Jahr 2010 startete mit drei Auftaktniederlagen, letztere gegen David Ferrer bei den Australian Open musste er beim Stand von 0:6, 0:6, 0:2 aufgeben. Nach weiteren Erstrundenniederlagen fiel er in der ATP-Rangliste zurück. Erst nach dem Finaleinzug beim Heimturnier in Estoril konnte Gil sich wieder zu den besten 100 Tennisspielern der Welt zählen. Es war der erste Finaleinzug eines Portugiesen in der Geschichte des Sports. Der Rest vom Jahr verlief aber wieder, mit Ausnahme des Turniersiegs beim Challenger in Mailand und dem Achtelfinaleinzug im Doppelbewerb bei den US Open, eher enttäuschend und Gil beendete das Jahr auf Platz 102.

## Erfolge
| Legende (Anzahl der Siege)  |
| Grand Slam                  |
| ATP World Tour Finals       |
| ATP World Tour Masters 1000 |
| ATP World Tour 500          |
| ATP World Tour 250 (1)      |
| ATP Challenger Tour (13)    |

| ATP-Titel nach Belag |
| Hartplatz (0)        |
| Sand (1)             |
| Rasen (0)            |

### Einzel

#### Turniersiege

##### ATP Challenger Tour
| Nr. | Datum              | Turnier      | Belag     | Finalgegner      | Ergebnis      |
| --- | ------------------ | ------------ | --------- | ---------------- | ------------- |
| 1.  | 11. Juni 2006      | Sassuolo (1) | Sand      | Gorka Fraile     | 6:3, 7:5      |
| 2.  | 15. September 2007 | Sevilla      | Sand      | Pablo Andújar    | 6:1, 6:3      |
| 3.  | 8. Juni 2008       | Sassuolo (2) | Sand      | Santiago Ventura | 6:2, 6:3      |
| 4.  | 17. August 2008    | Istanbul II  | Hartplatz | Benedikt Dorsch  | 6:4, 1:6, 6:3 |
| 5.  | 4. Oktober 2009    | Neapel II    | Sand      | Potito Starace   | 2:6, 6:1, 6:4 |
| 6.  | 20. Juni 2010      | Mailand      | Sand      | Máximo González  | 6:1, 7:5      |

#### Finalteilnahmen

##### ATP World Tour
| Nr. | Datum       | Turnier | Belag | Finalgegner     | Ergebnis       |
| --- | ----------- | ------- | ----- | --------------- | -------------- |
| 1.  | 9. Mai 2010 | Estoril | Sand  | Albert Montañés | 2:6, 7:64, 5:7 |

### Doppel

#### Turniersiege

##### ATP World Tour
| Nr. | Datum           | Turnier      | Belag | Partner              | Finalgegner                  | Ergebnis          |
| --- | --------------- | ------------ | ----- | -------------------- | ---------------------------- | ----------------- |
| 1.  | 5. Februar 2012 | Viña del Mar | Sand  | Daniel Gimeno Traver | Pablo Andújar Carlos Berlocq | 1:6, 7:5, [12:10] |

##### ATP Challenger Tour
| Nr. | Datum            | Turnier               | Belag     | Partner           | Finalgegner                           | Ergebnis         |
| --- | ---------------- | --------------------- | --------- | ----------------- | ------------------------------------- | ---------------- |
| 1.  | 16. Mai 2008     | Marrakesch            | Sand      | Florin Mergea     | James Auckland Jamie Delgado          | 6:2, 6:3         |
| 2.  | 6. Juli 2008     | Turin II (1)          | Sand      | Carlos Berlocq    | Tomáš Cibulec Jaroslav Levinský       | 6:4, 6:3         |
| 3.  | 16. August 2009  | Istanbul              | Hartplatz | Filip Prpic       | Grigor Dimitrow Marsel İlhan          | 3:6, 6:2, [10:6] |
| 4.  | 4. Oktober 2009  | Neapel II             | Sand      | Ivan Dodig        | Thiago Alves Lukáš Rosol              | 6:1, 6:3         |
| 5.  | 7. Juni 2010     | Lugano                | Sand      | Christophe Rochus | Santiago González Travis Rettenmaier  | 7:5, 7:63        |
| 6.  | 4. Juli 2010     | Turin II (2)          | Sand      | Carlos Berlocq    | Daniele Bracciali Potito Starace      | 6:3, 7:65        |
| 7.  | 30. Oktober 2011 | São José do Rio Preto | Sand      | Jaroslav Pospíšil | Franco Ferreiro Rubén Ramírez Hidalgo | 6:4, 6:4         |